# Martin Grubinger
Martin Grubinger (ur. 29 maja 1983 w Salzburgu, Austria) – austriacki multi-perkusista i moderator.  
Martin Grubinger studiował w Konserwatorium im. Antona Brucknera w Linzu oraz w Mozarteum w Salzburgu. 
Martin Grubinger jest ożeniony z pianistką Ferzan Önder i obecnie mieszka w Unterdorf w Thalgau.

## Nagrody i wyróżnienia
- 2007: Nagroda Leonarda Bernsteina na Festiwalu Muzycznym w Schleswig-Holstein Schleswig-Holstein Musik Festival
- 2010: Nagroda Würth-Preis der Jeunesses Musicales Deutschland